# Sommer-Paralympics 2016/Teilnehmer (Demokratische Republik Kongo)
| stlisierte Goldmedaille | stlisierte Silbermedaille | stlisierte Bronzemedaille |
| ----------------------- | ------------------------- | ------------------------- |
| —                       | —                         | —                         |

Die Demokratische Republik Kongo entsandte zu den Paralympischen Sommerspielen 2016 in Rio de Janeiro 1 Athleten und 1 Athletin.

## Teilnehmer nach Sportart

### Leichtathletik
| Männer                |                 |           |   |   |   |               |               |               |               |
| Jhon Mwengani Mabonze | 100m T54        | 17,46 sek | 7 | — | — | ausgeschieden | ausgeschieden | ausgeschieden | ausgeschieden |
| Frauen                |                 |           |   |   |   |               |               |               |               |
| Rosette Luyina Kiese  | Kugelstoßen F57 | —         | — | — | — | 4,97 m        | 10            | 10            |               |